# 龔湜
龔湜（1488年—？），字茂揚，號少泉，湖廣武昌府崇陽縣人，軍籍，明朝政治人物。

## 生平
湖廣鄉試第二十四名舉人。嘉靖八年（1529年）中式己丑科會試第一百八十九名，登第三甲第二百二十名進士。授行人司行人，十二年十二月选授南京江西道试監察御史，十六年任潮州府知府。

## 家族
曾祖龔志廣，曾任壽官；祖父龔瑄；父龔伯寧，曾任知縣。前母胡氏；母鮑氏。永感下。